# Ван Ставерен, Петра
Петра ван Ставерен (нидерл. Petra van Staveren, род. 2 июня 1966 года в Кампене, Нидерланды) — голландская пловчиха, олимпийская чемпионка 1984 года на дистанции 100 метров брассом, призёр чемпионатов мира и Европы в комбинированной эстафете.

## Биография
Петра ван Ставерен родилась 2 июня 1966 года в городе Кампене, провинция Оверэйссел. Профессиональную карьеру пловчихи начала в 1981 году на соревнованиях летней Универсиады. Выступая на разного рода соревнованиях, ван Саверен не достигала весомых результатов, занимая места ниже призовых. Успехом завершилось её выступление на чемпионате Европы по водным видам спорта 1983 года в Риме. Это соревнование принесло ей серебряную медаль в комбинированном плавании 4×100 м. Следующим этапом её карьеры стали соревнования на летних Олимпийских играх 1984 года. В дисциплине 100 метров брассом она заняла первое место. За всю последующую карьеру она больше не достигала подобных результатов. Последней медалью в её активе стала бронза в дисциплине комбинированной эстафете 4×100 м на чемпионате мира по водным видам спорта 1986 года в Мадриде. После этого, ван Ставерен не принимала участие в соревнованиях на международной арене.